# Quần đảo Sulu

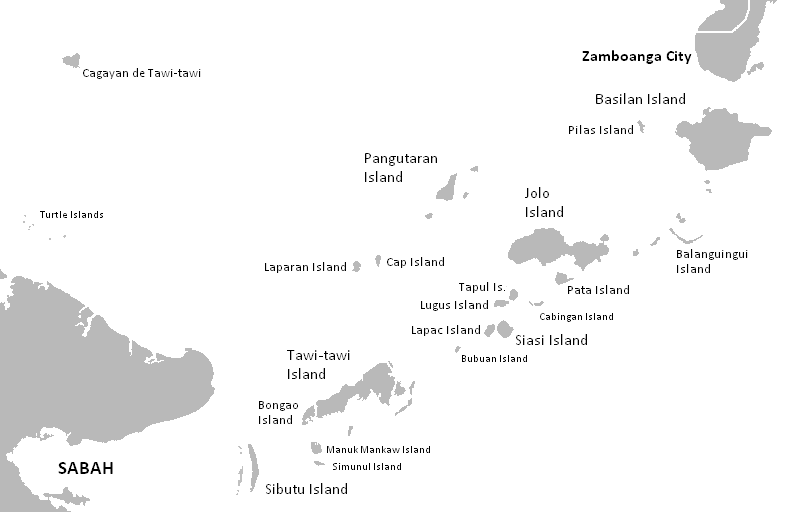
Quầnđảo Sulu

Quần đảo Sulu là chuỗi đảo ở phía tây nam Philippines. Quần đảo bao gồm 3 tỉnh là Basilan, Sulu và Tawi-Tawi. Tổng diện tích là 4.068 km² với dân số 1.300.000 người (năm 2005). Nhiều nơi trên Quần đảo này được cho là nơi trú ẩn của Phong trào nổi dậy Hồi giáo Moro đòi độc lập khỏi Philippines. Quần đảo này thường được hiểu một cách sai lầm là cầu nối giữa Kalimantan và Philippines, nhưng thực ra đây chỉ là những đỉnh núi trồi lên từ dưới đáy biển. Basilan, Jolo và những hòn đảo khác là những núi lửa hình nón đã không còn hoạt động. Tawi-Tawi, hòn đảo cực nam trong nhóm được cấu thành trên nền lõi Xecpentin với một lớp đá vôi ở bên ngoài. Chuỗi đảo này nằm trên một lộ trình di cư quan trọng của các loài chim
Các thành phố hay thị xã lớn nhất trong Vùng là ở trên các đảo Maimbung và Jolo, cộng thêm hòn đảo Palawan lớn hơn ở phía bắc, bờ biển của khu vực này nằm về phía duỗi ra phía tây của Bán đảo Zamboanga ở Mindanao, và phần phía bắc của đảo Kalimantan nguyên là một phần của Vương quốc Hồi giáo Sulu và Bắc Borneo
Quần đảo là nơi sinh sống của những người Tausug bản địa, một vài nhóm người Samal (Sama) khác nhau như dân tộc bán du cư Badjaw, dân tộc sống chủ yếu trong nội địa Sama, người Yakan, người Jama Mapun. Tiếng Tausus là ngôn ngữ phổ biến khắp Quần đảo cả trong vai trò là ngôn ngữ mẹ đẻ hay ngôn ngữ thứ hai. Tiếng Yakan chủ yếu được nói ở đảo Basilan. Một số phương ngữ của tiếng Sinama được sử dụng khắp nơi trên Quần đảo.